# Љубисав Марковић
Проф. др Љубисав Марковић (1925 — 2009) био је југословенски и српски  економиста, од 1975. до 1977. декан Факултета политичких наука Универзитета у Београду, као и од 1963. до 1969. редовни професор на Факултету политичких наука у Београду.

## Биографија
Докторирао је на Економском факултету Свеучилишта у Загребу и аутор је бројних научних и стручних књига. 
Утемељио је економске предмете на Високој школи политичких наука, који су пренети и на Факултет политичких наука. Захваљујући њему, Факултет је,поред предмета Политичка економија, имао и Савремену политичку економију и Савремене економске системе, Привредни систем СФРЈ, Економију Југославије и Међународне економске односе. То је била економска вертикала на Факултету која је дала солидна знања из економске науке, односно економских дисциплина битних за политичку науку. 
Професор др Љубисав Марковић заслужује истакнуто место међу утемељивачима политичких наука на Високој школи и Факултету политичких наука. Он ће остати упамћен као професор Политичке економије и угледни истраживач социјалистичко-самоуправне праксе у привредној сфери.
Носилац је Партизанске споменице 1941. године.
Од 1963 до 1967 је био члан економског савета Савезног извршног већа Социјалистичке Федеративне Републике Југославије.
Живео је све до своје смрти са својом супругом Миленом рођеном Бојић у Београду. 
Има двоје деце, Јелку Марковић Ћилерџић и Душана Марковића као и унуку Евангелину Михајловић и унука Адама Марковића.  
Говорио поред српског језика руски, немачки и енглески. 
Његово дело обухвата 66 радова у 130 публикација на 5 језика и 244 фонда библиотеке широм света.